# Nobleza indígena

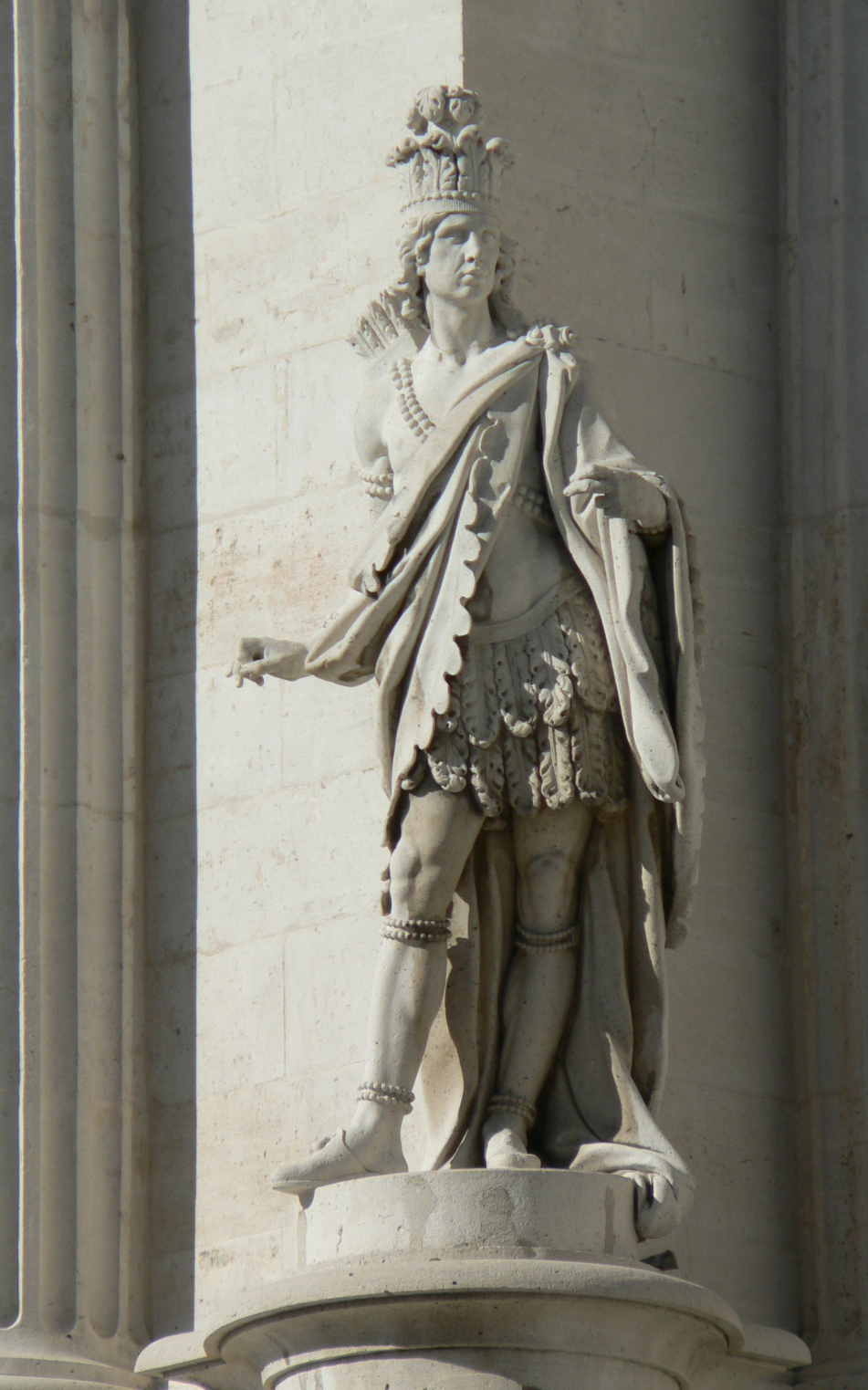
Estatua de Moctezuma II en el Palacio Real de Madrid

La nobleza indígena son la elite, dentro de una población avasallada a un Imperio colonial, que funge como clase social de origen nativo en una población colonizada, sirviendo como intermediarios entre la población de la colonia con la metrópoli (aunque también como sus representantes del colonizado para hacer reclamos de justicia social, o incluso liderando revueltas contra los colonizadores), sobre la base de privilegios que hubieran poseído desde antes de la conquista como una aristocracia de linaje (por los servicios, méritos y logros llenos de virtud que una familia habría hecho para la comunidad) entre poblaciones indígenas que reconocían su liderazgo por tradición, y que el poder colonial siguió manteniendo a través del pacto colonial.

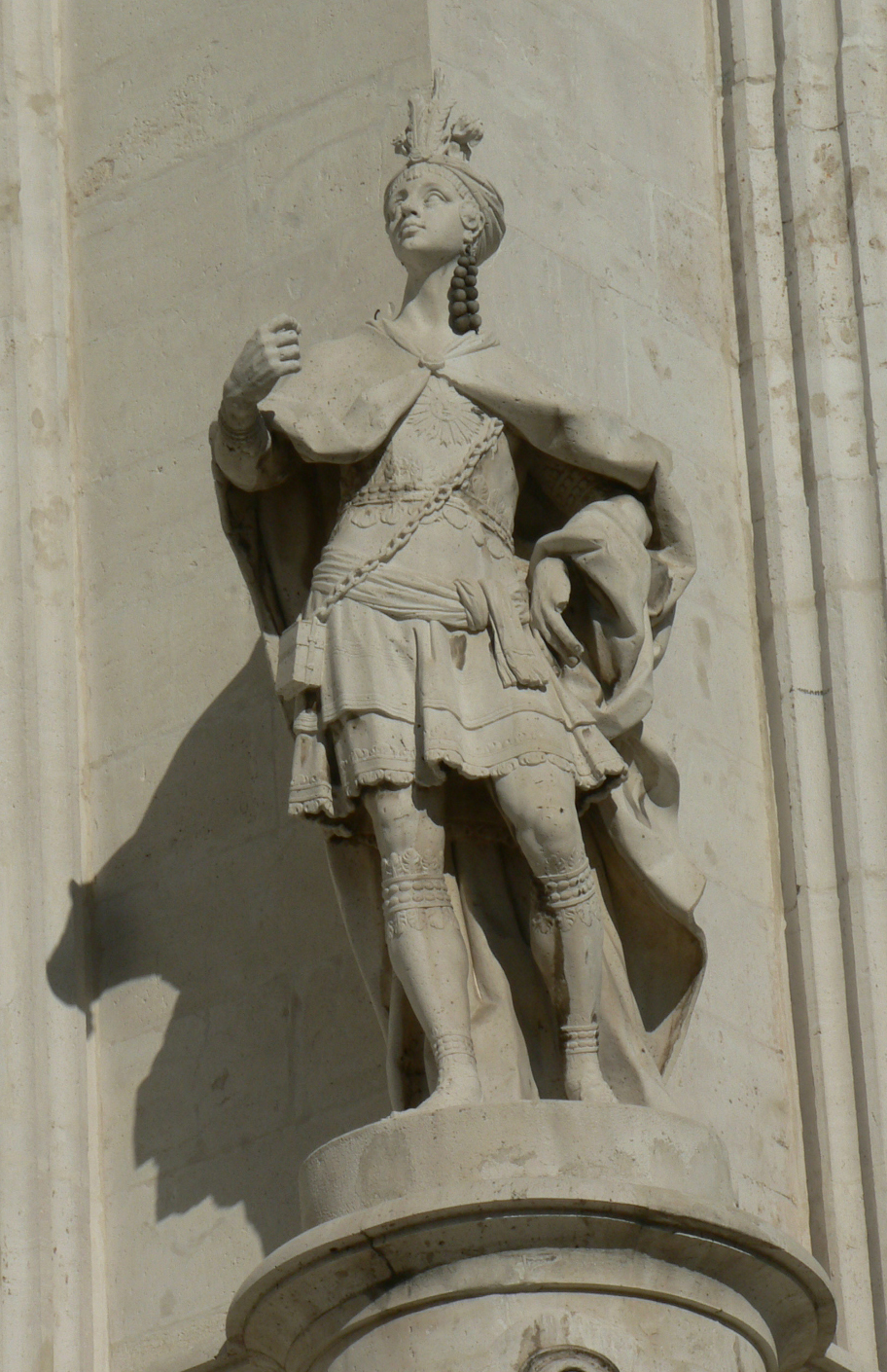
Estatua de Atahualpa en el Palacio Real de Madrid

En el caso del Imperio español, fue un estamento entre la república de indios de los virreinatos de la Monarquía española en América, cuyos títulos de esta clase social eran títulos de Indias (es decir, de los reinos de Indias), como hermanos menores de los títulos de Castilla (es decir, del Reino de Castilla, al que correspondían los nobles de la república de españoles). Y que fue basado en el reconocimiento de derechos que ya poseían los representantes de los indígenas de América, Filipinas, Guinea Ecuatorial, etc como una nobleza legítima en las Indias acorde al Derecho natural (avalado en el ius gentium de tales indios en tiempos prehispánicos). La práctica imperial española destacó porque la nobleza indígena, pese a ser desiguales ante la ley con la nobleza castellana (en materia civil), si eran iguales ante el derecho como personas humanas en igualdad de dignidades con los europeos, donde el rey de España y la Iglesia católica exigían en las Leyes de Indias que se les tenga el mismo respeto a los indios que a cualquier súbdito de la Corona de Castilla, y por tanto, a los nobles indios darles el mismo honor que a cualquier noble del mundo por derecho propio (mereciendo los mismos privilegios en todo ámbito social). Mientras que usualmente otros imperios coloniales consideraban que el Estado les daba una concesión a estos nobles indios para reconocer sus privilegios, por motivos utilitarios, y que por tanto no eran nobles por derecho propio, si no por razón de Estado (no teniendo muchas garantías de sus privilegios ante el derecho).
Ejemplos en el imperio británico son las casas reales Miskito en los actuales Honduras y Nicaragua, Kamehameha en Hawái (EE. UU.) o fallido intento de establecer un reino Cheroqui en el actual este de Tennessee (EE. UU.)

## Imperio Español
En Indias existieron muy distintas categorías nobiliarias (a Fuero de España, de Descubridores, de Conquistadores y Pobladores y la Nobleza Indígena en sentido estricto), así como particulares estructuras familiares, de clases y clanes superiores de gobierno y la determinación del estamento noble en función principalmente de un estado privilegiado y honorífico, generalmente con validez local y normas consuetudinarias y de común consenso y sin que las Audiencias Indianas reconociesen hidalguía ni exenciones de tributos y sí solo resolviendo incidencias en el reconocimiento de dicho estado privilegiado. A la nobleza indígena se le reconocieron rentas y señoríos de lugares no ocupados por los conquistadores y también se les concedieron blasones e incluso a los descendientes de los soberanos Incas y Aztecas el tratamiento de hermanos y la Grandeza de España y a los hijos legítimos de Huayna Capac el honor de llevar el Toisón de Oro. Muestra de ello son las Cédulas de Carlos V dadas en Valladolid el 1 de Octubre de 1543 y de 9 de Mayo de 1545.
Manuel Fuertes De Gilbert Rojo

Las sociedades prehispánicas habían desarrollado estructuras sociales complejas, en el que había Jerarquías sociales y por el que existía una clase social dirigente análoga a la Nobleza. En las Civilizaciones andinas o Mesoamérica, estos actuaban como auténticas elites (con rangos análogos a las realezas del Viejo Mundo), en contraste con los jefes locales de algunas tribus (como los Caribes o Mapuches) que no estaban en el mismo estado de desarrollo social, aunque al final a todos estos "Señores Naturales" se les reconocería sus derechos preexistentes en el Imperio español tras la ardua defensa de Bartolomé de las Casas y los discípulos de Francisco de Vitoria en la Junta de Valladolid, pues a la Corona Española le parecía justo respetar la posición que ya tenían los caciques entre sus comunidades, y que así ayuden a consolidar la administración del imperio en materia de justicia (como ya estaban haciendo desde antes de la conquista), y que sirvieran a su vez como nexos de unión entre la autoridad imperial española y las comunidades indígenas (aunque todo bajo la condición de convertirse al catolicismo y aceptar ser supervisados por funcionario españoles).

“Caciques, curacas y principales son los príncipes naturales de los indios”
Juan de Matienzo, 1567 (Gobierno del Perú)

Varios autores españoles, como la obra de Ludovico Bertonio o el Lexicón de Fray Domingo de Santo Tomás o de Diego González Holguín, intentaron hacer analogías entre los títulos de los nobles indios con el de los nobles españoles, buscando que los indios asimilen los conceptos españoles, y la Monarquía Hispánica a los títulos de los indios. Los españoles incluso identificaban como Emperadores a los Sapa Incas del Tahuantinsuyo o a los Tlatoani del Imperio azteca, por tener dichas realezas como sus vasallos a los soberanos (reyes curacas o indios principales) de regiones pequeñas, que a su vez estos tenían avasallados a señores de menor importancia (indios caciques), haciéndoles comparaciones con la relación que tenía el Emperador del Sacro Imperio Romano Germánico con sus Príncipes alemanes. Por ende, un Sapa Inca o un Tlatoani no era clasificado bajo el mismo estatus que un cacique ordinario, incluso se les consideraba a los miembros de la Casa real incaica o a la Casa de Moctezuma en el mismo rango de la nobleza alta española (es decir, los príncipes e infantes de la Familia real española).

Escudo de armas del noble peruano, Inca Garcilaso de la Vega, que destaca por el uso de simbología mestiza.

La legislación de la Nobleza española aceptó a las noblezas indígenas sin dificultad alguna. Incluso se desarrolló una Heráldica indígena, en el que la simbología prehispánica proto-heráldica, como los Tocapus de los nobles incas, se adaptaron a las leyes del blasón europeas; aquello permitió ver Mascapaicha, Huacas, Nopales, Serpentes (como Quetzalcóatl o el Amaru) en la iconografía de los Escudos de nobles indios en los documentos españoles (incluso conviviendo con símbolos de la Corona de Castilla, ejemplificando el Mestizaje a nivel cultural). Además hubo indigenistas en la Corte que decían que sería ilógico que no se reconozca sus derechos por haber sido infieles paganos, pero si el de los nobles árabes Moriscos (como los Bazán Hazén, descendientes del Reino nazarí de Granada) que provenían de orígenes musulmanes.

"Algunos naturales de las Indias eran en tiempo de su infidelidad caciques y señores de pueblos, y porque después de su conversión a nuestra santa fe católica, es justo que conserven sus derechos, y el haber venido a nuestra obediencia no los haga de peor condición. Mandamos á nuestras Audiencias, que si estos Caciques, ó Principales descendientes de los primeros, pretendieren suceder en aquel genero de Señorio, ó Cacicazgo, y sobre esto pidieren justicia, se la hagan, llamadas, y oidas las partes á quien tocare, con toda brevedad"
Felipe II, Real Cédula del 26 de Febrero de "1557" (sobre el reconocimiento legal de los señores indígenas y sus derechos)

Primaba entonces la conversión al catolicismo, no la raza, desarrollándose una nobleza readaptada. Frente a ello, se desarrollaría en las Leyes de Indias un apartado dedicado exclusivamente a los derechos poseídos por los nobles indios en los Reinos de Indias (Derecho indiano), siendo el Título VII, del Libro VI de las Recopilaciones. Entre los privilegios reconocidos a los indios principales (caciques siendo dueños de Mayorazgos similares al Feudo europeo), destacaba lo siguiente.
- Que los indios sean bien tratados acorde a su dignidad humana. Esto implicaba que, en cuanto a los indios nobles, los españoles los traten de igual manera que con los protocolos hacia cualquier otro noble europeo. Se incluía que, por ser nobles, tuvieran más deberes que cumplir, teniendo tareas de gobierno, sobre todo como nexo de unión entre el indio ordinario de la República de indios con las autoridades españolas. Con este fin, podían obtener licencias, con permiso del rey, para viajar a la España peninsular, o por lo menos enviar a otros indios como Apoderado legal para entregar algún mensaje hacia la Corona (los indios de alta nobleza incluso podían tener una corte personal).
- Establecer leyes de sucesión de los nobles indios. Esto implicaba que el título de Cacique sea transmitido de padres a indios (teniendo que practicar la Ley sálica). Aunque eso no excluía a las mujeres de ser nobles indias a través de vínculos familiares, pues de hecho podrían recibir títulos de nobleza que no incluyeran un Cacicato, solo siendo excluidas de participación en el Sistema señorial (salvo las pocas excepciones de cacicazgos con tradición Matriarcal, por ejemplo, en el año 1621 se registró 47 cacicazgos y gobernaciones de indios presididas por mujeres en el norte del Virreinato del Perú).[7] Además, tenían protección de nobles por la Corona Española, por ende, no podían ser juzgados por los Corregidores ni ayuntamientos ordinarios, además de no poder ser recluidos en Cárceles Ordinarias (de hecho, los caciques ni siquiera podían ser privados de su cacicazgo bajo ni un motivo, siendo recluidos en Prisión domiciliaria, o en la casa de un Cabildo colonial con derecho a comunicarse con su cacicato). Sin embargo, la Monarquía Española, a través de Visitadores y Oídores en la Real Audiencia (que si podía juzgar a los nobles), se reservaba el derecho de anular títulos de nobleza a los nobles indios que hayan dado un motivo justo para ser desgraciados de sus privilegios (como no cumplir con sus obligaciones o haber cometido un crimen muy grave), donde un juez ordinario podía solicitar una excepción para capturar a un indio noble, previo informe a la real audiencia y que este dictaminara si tenía la capacidad para ello o trasladar al noble indio a su jurisdicción (o hasta liberarlo); en dado caso que un cacique incumpliera las leyes de Indias, sería desterrado del cacicazgo a perpetuidad.

“Las Audiencias han de conocer privativamente del derecho de los Cacicazgos, y si los Caciques, ó sus descendientes pretendieren suceder en ellos, y en la jurisdicion, que antes tenian, y pidieren justicia, procederán conforme á lo ordenado: y asimismo se informarán de oficio, sobre lo que en esto passa, y constandoles, que algunos están despojados injustamente de sus Cacicazgos, y jurisdiciones, derechos, y rentas, que con ellos les eran devidos, los harán restituir, citadas las partes á quien tocare, y harán los mismo si algunos Pueblos estuvieren despojados de el derecho, que huvieren tenido de elegir Caciques.”
Libro VI, Título VII, Ley II

- Tener la obligación a acceder a una educación de alta calidad, con especificaciones de enseñarles Ciencia políticas y Ciencias morales (así como las costumbres españolas), puesto que iban a tener responsabilidades de gobernantes y debían ser preparados para tal fin (así como asimilarse a la Hispanidad). Frente a ello, los Virreinatos americanos debían construir Colegios de caciques (destacando el Colegio de la Santa Cruz de Tlatelolco en México y el Colegio San Francisco de Borja en Perú), en donde aprenderían Filosofía política (sobre todo Filosofía medieval del Derecho natural en la Escolástica, y Filosofía clásica del Derecho romano con las obras de Aristóteles, Platón, Ovidio, Horacio, Virgilio, etc) y Teología política (sobre todo Agustinismo político y Tomismo de la Escuela de Salamanca), además de Ética de las virtudes, Modales, Artes liberales, Latín, Griego antiguo y Doctrina de la Iglesia católica (pues su objetivo más importante era que ayuden a la Evangelización en América). Más adelante, con los Borbones españoles, incluso se exigió que los caciques fuesen a estudiar en el Colegio de Nobles de España, en donde recibirían influjos de la Ilustración en España.

"Para que los hijos de los Caciques, que han de govemar a ios Indios, sean desde niños instruidos en nuestra Santa Fe Catdica, se fundaron por nuestra Orden algunos Colegio..."
Ley XI del Título XXIII del Libro I de la Recopilación

- Los caciques tenían tanto señorío territorial como señorío jurisdiccional. Esto último implicaba que tenían poder de realizar leyes particulares en sus dominios, en base al derecho de Fuero. Por lo cual, también podían administrar cárceles autónomamente en sus dominios para arrestar a los indios bajo su jurisdicción (aunque tenían prohibido castigar con Pena de muerte o Castigo corporal). Aunque la Monarquía, en base al Principio de subsidiariedad, se reservaba el derecho a tener una jurisdicción suprema en materia civil, pudiendo intervenir el estado español, por medio de la real audiencia, en donde los caciques presentaran deficiencias.
- Los caciques (y herederos al cacicato) estaban libres de la obligación de pagar el Tributo indígena (que si debían pagar los indios ordinarios del común, bajo pena de cárcel), estando libres del pagos de Impuestos en general, al igual que el resto de jefes nobles en el Imperio español. Sin embargo, el resto de la familia del cacique si debía contribuir a la Mita (un impuesto por medio de fuerza de trabajo), además que tenía la obligación de presentar la Contabilidad de sus cuentas y demostrar que invertían parte del dinero del tributo en el mantenimiento de sus cacicatos.
- Los caciques tenían la protección del Rey, garante de sus derechos señoriales, por lo que debían recibir Encomiendas (participando en el Repartimiento de indios, donde escogieron al patrón español con el que iban a ser enviados los indios, tratando de protegerlos de abusos), grandes Propiedades privadas (llegando a ser Terratenientes y Hacendados de Latifundios), recaudar los tributos de los indios a su servicio, y también podían solicitar que los indios plebeyos (que se hubiesen escapado de su jurisdicción territorial sin permiso) sean reintegrados a sus dominios, recibiendo varias garantías para mantener a sus Siervos. Dichos indios Vasallos eran los indios que fueron Súbditos de sus antepasados en tiempos prehispánicos, y la Corona les daba garantías para mantener su dominio sobre estos. Sin embargo, a cambio, tenían una obligación de protegerlos y suplir a los indios ordinarios en sus necesidades más básicas (incluido pagarles por sus jornales de trabajo en sus tierras), o no estarían cumpliendo el pacto señorial que justificaba sus privilegios sobre la base de servicios (lo cual podría darles problemas legales si eran denunciados por sus propios súbditos). Además, la Corona española se reservaba el derecho a moderar a caciques que hubieran heredado derechos de explotación muy excesivos (es decir, cortar algunos privilegios, incluso si fuesen legítimamente heredados de tiempos prehispánicos, como podía ser la vieja práctica de entregar hijas como tributo, o los Sacrificios humanos) con tal de evitar el Despotismo y los Malos usos señoriales, así como se daba autoridad a los virreyes y Reales Audiencias a abolir cacicazgos ilegítimos (aquellos nobles indios que habían obtenido privilegios ilegales e ilegítimos, incluida la práctica de la Esclavitud, la usurpación del cacicazgo a otro noble, etc). Todo ello para evitar que oprimieran a los indios ordinarios o se conviertan en Tiranos.

- Con la Real Cédula de Equiparación del 22 de marzo de 1697 por Carlos II de España, y ratificado por Felipe V de España en 1725, se exigió a los funcionarios coloniales que permitan el acceso de los nobles indios a los mismos cargos políticos, militares y eclesiásticos que podían los Hidalgos castellanos, además de poder recibir el tratamiento de Don o Doña (protocolo propio de las personas de alta distinción en la Península ibérica). Pero siempre prohibido usar el título de Señor de Pueblos (por tener connotaciones de Independencia política), algo reservado al Rey de España.

El Real y Supremo Consejo de Indias, encargado de velar por la calidad de vida y bienestar de los indios en general (ya que eran cristianos y súbditos del rey), también se encargaba como órgano de consulta para estos nobles indios (que tenían la protestad de entrevistarse con el Rey de España para exigir reclamos), esto se debía a que esta institución en ciertas circunstancias no tenía un control efectivo para con las provincias americanas, por lo que los indios de nobleza baja (junto a los del común, que dependían mucho de sus Caciques y Señores Naturales) podían estar a merced de las élites locales y de posibles injusticias, lo que obligaba a varios caciques a presionar por sus comunidades indígenas ante la máxima institución de justicia, que era la Monarquía Española directamente.
Así mismo, durante los casi 3 siglos de dominio español, muchos nobles indios participaron o incluso organizaron múltiples levantamientos, motines, rebeliones y todo tipo de conflictos sociales, buscando que se obtenga un mejor trato y calidad de vida. Usualmente bajo la consigna de Viva el rey, muera el mal gobierno.
A su vez, se suscitaron controversias con este estamento, debido a que muchos indios plebeyos del común se hacían pasar por nobles, cuando en realidad eran simples indios ordinarios y tributarios, pero con cierta influencia económica o política (sea por ser miembros de la burguesía mestiza, o estar casados con figuras de poder criollas y peninsulares, etc), buscando privilegios con arreglo de documentos o incluso falsificación. Por ejemplo, tan solo en la Nobleza peruana se registró en el siglo XVIII un número de blasones y escudos nobiliarios que era de aproximadamente 300-400, donde la mayoría de estos serían de origen ilícito. Fenómeno similar también paso en la nobleza criolla.

"“las armas expresaban una condición nobiliaria inequívoca. De muchas maneras, tal ambición probaba que el escudo era demasiado, porque existía la necesidad social de poseerlo. Reportaba una utilidad para el poseedor. Elevaba su estatus dentro de la sociedad (...) las falsificaciones testimonian el aprecio por los escudos, tras los cuales subyacía fervientemente la pretensión de simular nobleza. También se ha concluido como la reelaboración de reales cedulas, transmisiones orales y documentos pictográficos, se realizó con el propósito de engrandecer una figura […] al que se le hacía poseedor de un gran imperio que seguramente nunca tuvo. El objetivo debió ser la obtención de ciertas prerrogativas reales"
Jaramillo, 2021

### Clasificación
La llegada de los españoles a sus dominios de ultramar generaría una división en la nobleza indígena entre dos vertientes contrapuestas en reacción a un nuevo paradigma social que se presentó en su vida cotidiana (la cristiandad), que fue representada por los conquistadores españoles y el estamento de los clérigos evangelizadores, y la cuestión de aliarse o no a los representantes una nueva religión (catolicismo) que se proclamaba la única fe verdadera.

#### Nobleza Pagana
En este grupo se clasificó a aquella elite indígena que se negó a colaborar con los funcionarios españoles (pues, por ser paganos, fueron impedidos de participar del sistema virreinal), y que terminaron destinando todos sus esfuerzos en son de mantener su independencia como sus tradiciones ancestrales de manera radical (despreciando el intercambio cultural con Occidente). Estos terminaron yendo a la guerra contra los colonos españoles (y sus aliados los Indios auxiliares), y en otros casos fueron a exiliarse a zonas escarpadas e inaccesibles para los europeos. Por ejemplo, los indios de Pasco, Yauyos, Huancavelica, etc de entre la cordillera de los Andes. Sin embargo, a tales indios paganos, aun siendo de estirpe noble, se les redujo a una condición de “indios ordinarios” o “indios tributarios” por considerárseles no solo enemigos de España, si no que de Dios mismo, y mereciendo un justo castigo por ello.
Al final, luego de ser derrotadas, estas elites indias paganas huyeron de las reducciones, para así poder vivir como ermitaños por voluntad propia, y fallecieron muy probablemente privados de todo privilegio del que habían gozado años antes. Se tiene constancia de que algunos terminaron sus días en esa clase de humillación, en tanto que otros se retractaron y decidieron someterse a los requerimientos del nuevo sistema, con la esperanza de que su estatus volviera a ser reconocido.

“los indios principales renunciaron al cristianismo y se fugan a sus montañas para no pagar tributo a Su Magestad”
Navamuel, 1573

##### En el Virreinato del Perú
En el Reino del Perú, fue el caso de ciertas elites de Conchucos, Apurímac, Puno y del mismo Cuzco (resaltando la rebelión del Estado neoincaico de los Incas de Vilcabamba), como en las campañas de Quisquis, Rumiñahui, Manco Inca (líder de la rebelión antiespañola más importante de la Conquista del Perú), etc. Esta nobleza pagana sobrevivió en su mayoría hasta los tiempos del virrey Francisco Álvarez de Toledo, pues fue por la década de 1570 en la que él emprendería una visita general por casi todo el territorio del virreinato peruano, dando paso a la organización de los indios en reducciones que lograban tener un mejor control de la población al urbanizarlos, junto al cobro de los tributos. Álvarez de Toledo como representante máximo del Rey de España, se encargaría de desplazar de sus funciones de poder a todas esas elites que no se ajustaran a los requerimientos gubernamentales, dandoles castigos muy severos. Un ejemplo de este castigo fue el que tuvieron las elites indígenas que residía en el Reino Neo-Inca de Vilcabamba (bajo el gobierno de los herederos de la panaca de Manco Inca). Luego de la Guerra Perú-Vilcabamba de 1572 [una campaña de la segunda guerra hispano-Inca] que perdieron los nobles paganos, algunos de ellos fueron ejecutados (como el soberano Túpac Amaru I), mientras que otros fueron encarcelados hasta su muerte, en tanto que varios terminarían sus días trabajando perpetuamente y reducidos a Servidumbre en las minas y obrajes de distintos lugares del Perú como cualquier indio ordinario, sin dejar descendencia. Es decir que un gran sector de la elite indígena vinculada a la resistencia incaica quedó extinta.

“Es necesario que estos caciques sean buenos, para que con su ejemplo se le pegue el bien, pues puede más una palabra destos para que dejen sus ídolos y otras maldades”
Álvarez de Toledo, 1570

“Ansi los metieron todos presos en collera y a los ingas muertos embalsamados y ídolos y después de haber hecho catequizar y enseñar a los Ingas y sus capitanes y que fueron bautizados y perdonados algunos las vidas, se ejecutó en otros la justicia”.
Virrey Álvarez de Toledo, 1572

"No fueron muchos los que se salvaron de esta dispersión, y hasta después de escrita la primera parte de los Comentarios, cuando pasaba los sesenta años, Garcilaso creía que sus parientes maternos se había extinguido por completo"
Durand, 1976

Sin embargo, los Virreyes del Perú también favorecieron a los nobles paganos que estaban dispuestos a negociar diplomáticamente y convertirse al catolicismo (para así convertir al resto de sus súbditos que les obedecían), que era el objetivo primordial de la conquista para poderse legitimar en el Derecho natural Tomista, del que se basaba el Derecho indiano y la doctrina imperial española. Siendo un caso emblemático la paz que se obtuvo en el Tratado de Acobamba con Titu Cusi Yupanqui, quien se convirtió a la fe cristiana a cambio de recibir una compensación por la pérdida de su imperio (que entregó la Casa real incaica a Carlos I por Translatio imperii), que fue el Marquesado de Santiago de Oropesa, así como garantías de cumplimiento de las Leyes de Indias entre sus súbditos.

##### En el Virreinato de Nueva España
En el Reino de México destacó el Auto de fe que recibió en 1539 el cacique de Texcoco, Carlos Ometochtzin, por parte del primer arzobispo de México, Juan de Zumárraga, lo cual fue un duro golpe de realidad ante los partidarios de integrar a la nobleza india a la hispanidad, así como al proyecto de asimilar a las elites novohispanas al sacerdocio católico (pues muchos indios conversos querían mantener una vida secular con matrimonio). Sin embargo, generó gran controversia por lo que se consideró un abuso por parte de las autoridades españolas, y provocó que la Inquisición española en América no considerara válido juzgar a los indios, pues el ser Cristianos neófitos les daba Presunción de inocencia del delito de herejía, por no tener la fe tan arraigada.
Esto se debió a que la Inquisición en Nueva España desde 1536 mostró interés en perseguir a los nobles indios paganos por ser practicantes de hechicería, poligamia y abusos sexuales. Previamente se había hecho una campaña de búsqueda a los nobles paganos para encontrar la ubicación de los ídolos del Tempo Mayor de México-Tenochtítlán, que habían desaparecido antes de que la conquista española de la capital azteca. Entre esas figuras destacó la búsqueda de Miguel Puxtecatl Tlailotla, sacerdote mexica muy reconocido (quien fue juzgado con tortura, no por la Inquisición, si no por el brazo secular, debido a no estar bautizado). También se reportaron caciques que empezaron como falsos conversos y recibieron castigos (como los nobles Marcos Hernández Atlaucatl o Carlos Chichimecatecatl), los cuales consistían de recibir 100 azotes, rapado de cabeza, destierro por 2 años (en algún monasterio) y ser inhabilitados para la participación en instituciones políticas, por causa de defender creencias como la Poligamia, Incesto, Idolatría o Anticlericalismo.
Incluso surgiría un movimiento Nativista entre nobles paganos durante un alzamiento de 1541-1542 (con características diferentes a la Guerra Chichimeca, pues no era organizado por indios barbaros o nómadas), el cual intento absorber todos los conocimientos traídos por los españoles, pero usándolos en su contra y negándose a someterse a la Iglesia católica. Recibirían una represión durísima y haría que se busque un estilo de colonización más romano-centralizado que borgoñón-federal (como anhelaba Carlos V).

#### Nobleza Católica
En este grupo se situaba toda la nobleza indígena que deseo colaborar con los españoles, aceptando así todos los requerimientos exigidos para constituirse como vasallos del Rey de España y así recibir su protección en la Sociedad política indiana. Muchos caciques en gran medida lo hicieron con la esperanza de que la Monarquía Española les conceda libertades y autonomías que les habían privado los Incas y Aztecas que los explotaron en el pasado, en tanto que otros simplemente deseaban conservar su estatus y privilegios en el nuevo sistema virreinal (o incluso fascinarse por las costumbres europeas) y/o tuvieron una devoción sincera a la nueva religión a la que se convirtieron por voluntad propia tras una iluminación espiritual. Así mismo, existió un grupo de caudillos y sabios indígenas plebeyos del común (Indios auxiliares), los cuales buscaron ascender socialmente, sobre todo que se les reconozca un estatus del que no habían gozado en el pasado, pero que ellos se atribuían merecedores por sus servicios ante los conquistadores españoles y al Imperio español.
En general, la nobleza indígena cristiana mantendría intacto sus privilegios, y su estatus quedaría reconocido por un gobierno superior hasta principios del siglo XIX. Pese a que pasarían algunos períodos de crisis por el centralismo modernista del Reformismo borbónico, y su deseo Absolutista de homogeneizar las instituciones de los Reinos de Indias en únicamente los de la Corona de Castilla (ya que los Borbones déspotistas ilustrados querían castellanizar a las instituciones diferenciadas de los nobles indígenas, en vez de tener el mismo respeto que los Habsburgos tenían hacia sus particularidades), así como por el Liberalismo español en la Constitución de Cádiz al querer considerarles solo como nobles españoles sin Fuero propio como indios, al final fue con las Guerras de independencia hispanoamericanas que perdieron sus dignidades y honores, ya que fueron excluidos (junto a todo el estamento de los indios) de los proyectos Nacionalistas dirigidos por oligarquías criollas inspirados en las teorías Liberales de la Igualdad ante la ley.

##### En el Virreinato del Perú
Además de miembros de la baja nobleza, hubo varias panacas incaicas de nobleza alta, sobre todo ex-huascaristas derrotados en la Guerra civil incaica, buscaron ser colaboracionistas al nuevo régimen español, resaltando entre estos Túpac Hualpa, Manco Inca (quien se rebelaría luego de malentendidos durante las Guerras civiles entre los conquistadores del Perú) y Paullu Inca.

“han llegado a sí a los yanaconas y muchos mitimaes. Estos traidores antes no vestían ropa fina ni se ponían llauto rico; como se juntaron con éstos, trátanse como Incas; ni falta más de quitarme la borla. No me honran cuando me ven, hablan sueltamente porque aprenden de los ladrones con quienes andan”
Manco Inca Yupanqui según Cieza de León, XVI

El virrey Francisco Álvarez de Toledo se encargó durante su gobierno de neutralizar a toda la elite indígena que supusiese un peligro ya sea presente o futuro para el gobierno español y para la Corona, por lo que muchas veces tuvo que recurrir a métodos arbitrarios que le hicieron ganarse la enemistad o antipatía de este sector de poder. El objetivo del virrey era tener a autoridades indígenas sumisas a las disposiciones del gobierno, y así lo consiguió. Con la llegada del "Supremo Organizador del Perú", se empezaría un proceso de reorganización social y política que afectaría también a la nobleza indígena cristianizada en general, entre esos se incluyó la caída de los "cacicazgos ilegítimos" instaurados por varios conquistadores y encomenderos con pactos de dudosa legalidad (mostrando un sincero compromiso de los Reyes de España, Carlos I y Felipe II, por gobernar con justicia en sus nuevos dominios), en eso se incluyó a los Incas títeres coronados por soldados españoles, mientras se reconoció que los Incas de Vilcabamba eran la línea de sucesión legítima en pugna con el Inca Católico (los Reyes de España, que se declararon sucesores de Atahualpa). Esta elite indígena de "cacicazgos ilegítimos" había alcanzado el poder en ciertas regiones por haber ayudado como jefes militares y colaboradores políticos a los primeros españoles en sus empresas de conquista, y habían logrado prolongar su mandato hasta la década de 1560, siendo “los mandoncillos caciques” denunciados muchas veces por los mismos indios ordinarios a causa de sus malos.

"se hizieron de yndiosuajos y de mandoncillos caciques, no lo siendo"
Guamán Poma, XVII

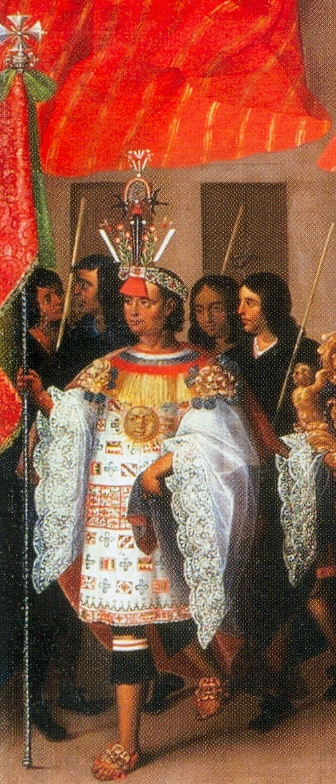
Un Alférez Real de los Incas, "Desfile de la Parroquia de San Sebastián" (Serie del Corpus Christi, Cuzco).
Eran nobles indios que servían como Cabildo de Indios en el Cuzco colonial, tras ser elegidos por el Consejo de los 24 nobles electores Incas del Cusco.

En cuanto a la nobleza incaica, se les reconoció privilegios a los descendientes de Huascar, Paullu Inca, Huayna Cápac, Túpac Yupanqui, etc, quienes contribuyeron con la conquista y pacificación de territorio en favor de la Corona. Los nobles Incas del Cuzco fueron reducidos en parroquias e inicialmente fueron obligados por el virrey Álvarez de Toledo a pagar tributo juntamente con los yanaconas o hatunrunas, aunque lograron ser eximidos de tributar luego de protestar. Por otro lado se instituye en 1595 el Consejo de los 24 Electores Incas de Alférez Real de los Naturales del Cuzco donde se reúne a los Incas católicos que pertenecían a la Casa Real Hurin Qosqo y Hanan Qosqo para la elección del Alférez Real, Alcalde Mayor y Alguacil Mayor. Por otro lado también se incluía a los descendientes de los Incas de Vilcabamba (linaje de Sayri Túpac) que llegaron a negociar su rendición con la Corona Española a cambio de privilegios, con ellos el virrey Álvarez de Toledo llegó a solicitar que la descendencia principal de los Incas (panaca de Ana María de Loyola Coya Inca), debía de ser enviada a España, impidiéndoseles retornar al Perú para poder tenerlos bajo su control (pues tenían el reclamo reconocido de ser los legítimos herederos de los Emperadores Incas, además de un feudo autónomo con el Marquesado de Santiago de Oropesa), sin embargo, la unión de Beatriz Clara Coya con Martín García Óñez de Loyola  (sobrino-nieto de San Ignacio de Loyola, fundador de la Orden jesuita) generó que, a través de la Casa de Borja-Loyola Inca, se ganen el favor de la Iglesia católica (a través de la Compañía de Jesús) los integrantes de la Casa real incaica.

“Con esta unión, los jesuitas se apoderan simbólicamente de la legitimidad incaica, hecho que suscita la desconfianza de las autoridades españolas”
Vaca Lorenzo, 2000

Al final los nobles indígenas tuvieron una larga trayectoria en la sociedad colonial como figuras sociales de gran importancia y siendo autoridades muy leales al Ejército Real del Perú, así como muy queridas entre los Ayllus indígenas y de campesinos mestizos por velar por sus derechos (aunque también se presentaron casos de malos nobles coludidos con funcionarios criollos y peninsulares corruptos que perjudicaban el interés de las comunidades bajo su protección). Sin embargo, tuvieron algunos periodos de crisis que los llevaría a debilitarse como estamento, como en las postrimerías de la Gran Rebelión de los Andes de 1780-1783 (donde recibieron la persecución de Mata Linares desde 1783 por culpa de los que apoyaron al noble indio rebelde, Túpac Amaru II), en las reformas de las Cortes de Cádiz (1810-1812), y finalmente con las Guerras de Independencia.
La llegada de las corrientes libertadoras encabezadas por San Martin y Simón Bolívar conllevaron una nueva ruptura entre la nobleza indígena, quienes pese a estar debilitados para la década de 1820, hubo quienes participaron en la guerra, en su gran mayoría apoyando a los realistas (como Dionisio Inca Yupanqui), en otros casos ayudando a los independentistas (como Ignacio Ninavilca) o incluso coqueteando con ambos bandos (como Mateo Pumacahua). Al final sufrirían de mucha marginación política por parte de los Ejércitos Patriotas, puesto que el proyecto monarquista de José de San Martín no contemplo la participación de los nobles indígenas, solo de los Nobles peruanos del estamento criollo en la dirección de un Perú independiente (que además deseaban la venida de un Rey blanco y europeo extranjero, desconociendo propuestas de un Rey Inca para el Protectorado del Perú), y el proyecto republicano de Simón Bolívar directamente desconocía el valor de los caciques y nobles incas para la sociedad civil (los cuales llegarían a ser perseguidos por la Dictadura de Bolívar, quien deseaba desarticularlos como clase social y expropiar sus propiedades de las comunidades indias de las zonas rurales). Finalmente, con la ordenanza de julio de 1825, se dieron por abolidos los títulos y cargos de los nobles indios del Perú (lo que extinguió a la nobleza indígena de manera definitiva), ordenanza que fue ratificada por la Constitución Política del Perú de 1826 y manteniéndose así desde entonces.

“Decreto: Que ningún individuo del Estado exija directa o indirectamente el servicio personal de los peruanos indígenas, sin que preceda un contrato libre del precio de su trabajo. Que la igualdad entre todos los ciudadanos es la base de la Constitución de la República; que esta igualdad es incompatible con el servicio personal que se ha exigido por fuerza a los naturales indígenas, y con las exacciones y malos tratamientos que por su estado miserable han sufrido éstos en todos tiempos por parte de los jefes civiles, curas, caciques y aun hacendados”.
Bolívar, 1825

A pesar de la instauración de la República del Perú, hubo un sector de la nobleza indígena que se resistió a perder su modo de vida, por lo que algunos se adaptaron al nuevo statu quo y asimilaron nuevos mecanismos que les permitieran seguir manteniendo su estatus, como participar del sistema del gamonalismo aliándose con los criollos. Su vida pública se podía rastrear hasta 1839, donde recibieron al presidente Agustín Gamarra tras la caída de la Confederación Perú-Boliviana. En los años siguientes, a pesar de haber perdido su identidad de "nobles indígenas" (dada la hegemonía de la cultura republicana y liberal, junto al Supremacismo blanco en las elites criollas influenciados por el Racismo científico de la Ilustración francesa y el Positivismo ideológico de la Era Victoriana), así como los nuevos paradigmas sociales y políticos contemporáneos con sus nuevas ideologías (como el Socialismo) y otros aspectos influyentes en la sociedad peruana moderna, al final muchos descendientes de esta "nobleza indígena" lograron ocupar diversos cargos públicos tanto en los gobiernos locales como en el gobierno central, desempeñándose como regidores, alcaldes, prefectos, congresistas y hasta como ministros de estado (pero todos de una manera marginal, y sometiéndose al proyecto de estado-nación de los criollos).

##### En el Virreinato de Nueva España

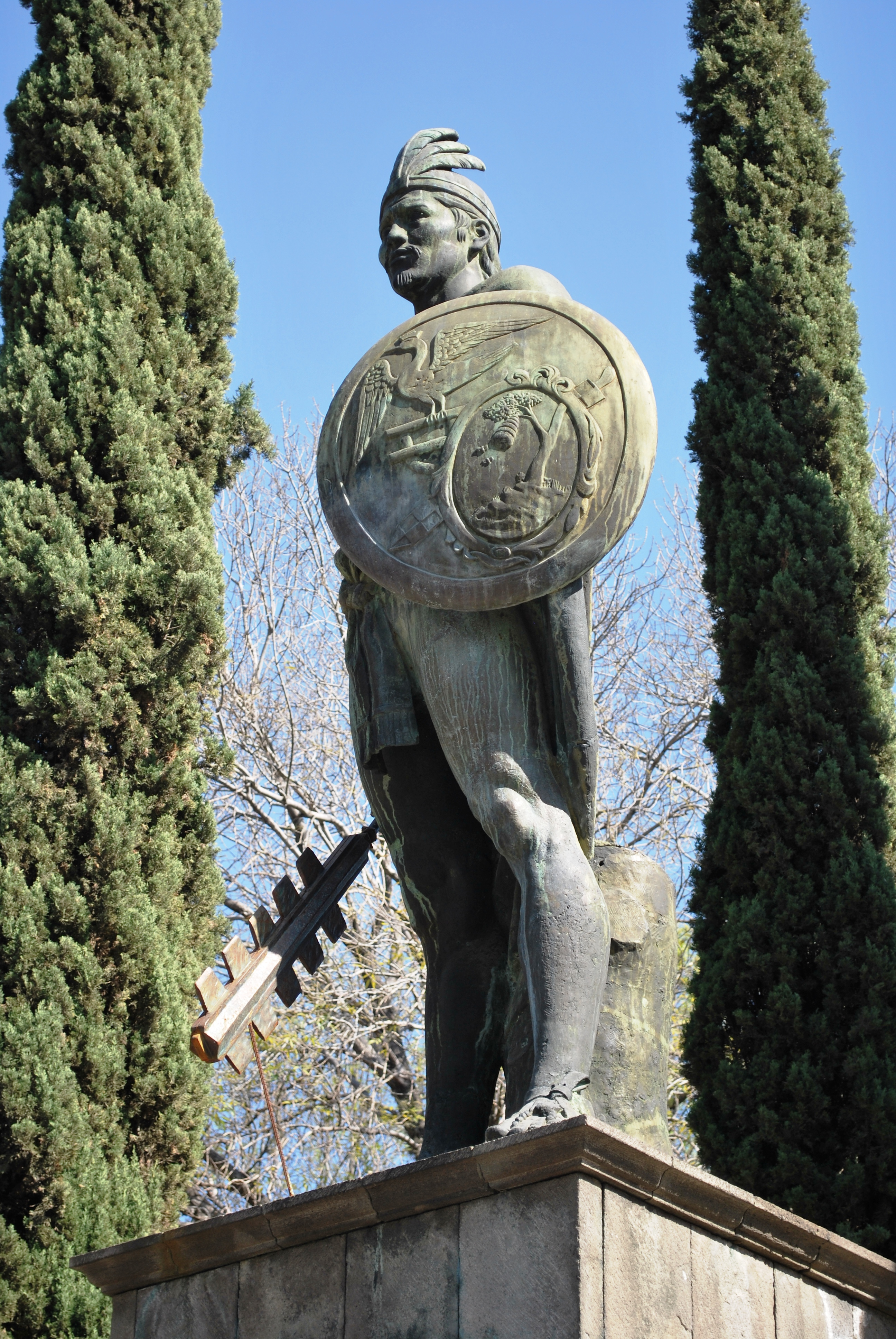
Estatua del Príncipe Xicoténcatl de los tlaxcaltecas (grandes aliados de los españoles) en la ciudad de Tlaxcala.

Tras haberse realizado la Conquista de México, con ayuda de los Indios auxiliares al servicio de España, se decidió que era justo premiar con honores a los nobles indios que colaboraron en la conquista (resaltando la nobleza de Tlaxcala, que recibió más privilegios que cualquier otro aliado indio de los conquistadores españoles). Pese a que hubo algunas voces queriendo abolir todos los cacicazgos (o al menos el de los indios derrotados) para que las tierras indias sean apropiados por los encomenderos españoles, al final esto no se hizo, tanto por su ilegitimidad moral (pues frailes como Antonio de Montesinos o Toribio de Benavente defendían la legalidad de los cacicazgos en el Derecho natural) como por su imposibilidad práctica para realizarlo, ya que el triunfo de los españoles dependía de pactar con los caciques o hubieran sido fácilmente expulsados, así que se los mantuvo sus instituciones y buscó asimilar a la Hispanidad. Ello quedó claro en la carta del 10 de diciembre de 1537, de don Antonio de Mendoza (primer Virrey de Nueva España) hacia el emperador Carlos I de España, en el que reportaba que habían aceptado y asumido a los viejos señores indígena (Teuctli) como parte integrante de la nueva sociedad virreinal, e incluso el virreinato había decidido en el mismo año que se reinstaurase viejas tradiciones de los señoríos indígenas, previa Cristianización e Hispanización. Por ejemplo, reemplazando ritos religiosos paganos con simbolismos católicos (pues el 12 de julio de 1530 se había ordenado a los gobernadores que se guarde sus buenos usos y costumbres en lo que no fueren contra nuestra religión christiana), o poner el nombre del Rey de España en las ceremonias de honor al máximo gobernante. Previamente, el 6 de enero de 1536 habían fundado el Colegio de la Santa Cruz de Tlatelolco que estaba destinado a la vieja nobleza indígena con el fin de educarles para gobernar el Reino de México en nombre de la República de indios en la Nueva España.

"Ante todo es preciso tener muy claro que tanto la conquista como la posterior ocupación, control y explotación por parte española de unos territorios —en lo humano— densamente poblados y —en lo político— altamente organizados sólo fue posible por la colaboración de los propios indígenas y especialmente de sus élites dirigentes: los señores de la tierra, aquellos tiatoqueh, pipiltin, tecles, curacas o caciques, como fueron llamados indistintamente según los lugares y las épocas. Es comprensible, por tanto, que en ningún momento se pensara en su marginación política total y, mucho menos, en su eliminación. Bien al contrario, desde un principio lo que se planteó como problema fue la forma concreta que debía asumir su reconocimiento legal, no sólo porque ellos tenían y daban legitimidad al dominio político, en cuanto «señores naturales», sino sobre todo porque en ellos recaía el papel de inexcusables mediadores a la hora de ejercer ese dominio sobre la mayor parte de la población americana y sobre la principal fuerza de trabajo."
Jesús Bustamante García

En 1537 se fundaría la «Orden de los Caballeros Tecles», que buscaba ser una refundación cristiana del sistema ritual prehispánico para conseguir al rango de Teuctli, que eran caballeros o señores. Así, estos nobles indios ayudarían con eficacia a la campaña antipagana de la Extirpación de idolatría.
A diferencia del Perú, donde los curacas mantuvieron mucha autoridad sobre sus pueblos de indios (y llegaron a ser percibidos como una amenaza potencial por ciertas autoridades españolas, sobre todo en tiempos de crisis), en el Virreinato de Nueva España, muchos indios nobles habían perdido parte de su autoridad entre sus súbditos (los indios del común), en contraste con los Cabildos coloniales. Aquella mayor debilidad del estamento caciquil llegó a provocar que irónicamente se implementaran más rápidamente los decretos a favor de los indios por parte de los funcionarios coloniales (como la Real Cédula de equiparación de 1697 de Carlos II de España), lo que a su vez generó que los indios ordinarios se integraran de mejor manera en la economía del estamento español, desarrollándose más Clases medias entre la sociedad urbana y rural, y dándose con más intensidad la identidad mestiza (en contraste con la conservación muy marcada de las costumbres andinas en el Perú, que era más Desigual social y económicamente).

###### En la Capitanía General de Filipinas
“No es justo, que los Indios Principales de Filipinas sean de peor condicion, despues de haverse convertido, antes se les deve hazer tratamiento, que los aficione, y mantenga en fidelidad, para que con los bienes espirituales, que Dios les ha comunicado, llamandolos á su verdadero conocimiento, se junten los temporales, y vivan con gusto, y conveniencia. Por lo qual mandamos á los Governadores de aquellas Islas, que les hagan buen tratamiento, y encomienden en nuestro nombre el govierno de los Indios, de que eran Señores, y en todo lo demás procuren, que justamente se aprovechen, haziendoles los Indios algun reconocimiento en la forma que corria al tiempo de su Gentilidad, con que esto sea sin perjuizio de los tributos, que á Nos han de pagar, ni de lo que tocare á sus Encomenderos.”
Recopilación de las leyes de los reynos de Las Indias, Libro VI, Título VII, Ley XVI

Los nobles filipinos lograron tener puestos de poder en el gobernadorcillo, cuyas responsabilidades eran análogas a las de un Alcalde. Sus privilegios emanaban como herederos de los Datu de los reinos en las islas anteriores a la conquista española, además de los señoríos entre las unidades sociales más pequeñas, como serían los barangays en las islas Visayas, Luzón y Mindanao.

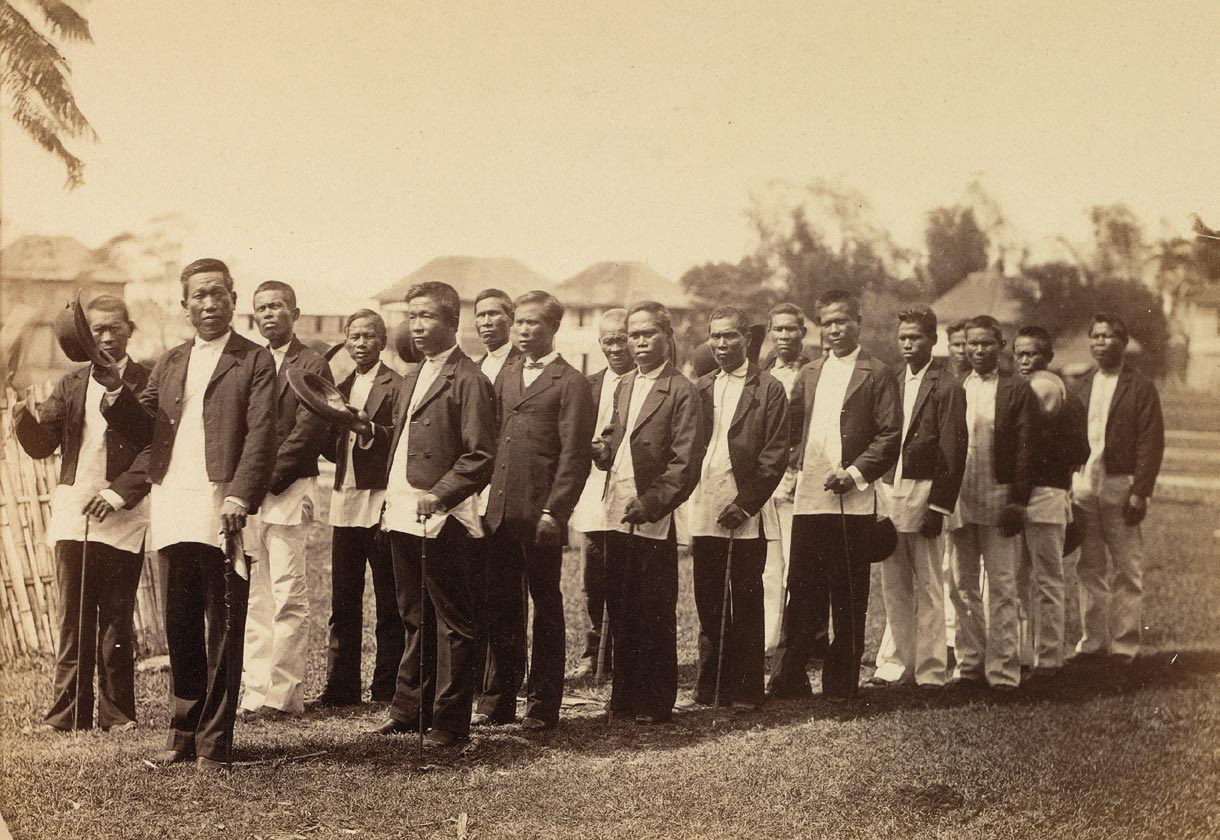
Indios nobles (Principales) de Leganés, Iloilo (1880), en traje formal completo con sus bastones y varas, y desfilando en formación, para una ocasión especial.

Aunque eran una nobleza puramente hereditaria, a partir del real decreto del 20 de diciembre de 1863 (del Ministro de Ultramar, José de la Concha en nombre de la reina Isabel II), se posibilitó el desarrollo de nuevos principales bajo ciertos condiciones, entre los que destacaba el dominio de la lengua castellana en Filipinas.
Los integrantes de está clase podían votar, ser elegidos a cargos públicos, ostentar los títulos de Don o Doña, etc, pero recibiendo a cambio mayores responsabilidades sociales, como era asistir a la Iglesia católica en la construcción de parroquias, o al gobernador de Filipinas en el mantenimiento de las instituciones.
Gobernaban con extrema autonomía, ya que el clero español solían ser los únicos representante de España en muchas partes del archipiélago (pues habían muy pocos colonos españoles en Filipinas), siendo los frailes los embajadores De facto del Rey de España.

## Imperio Británico

### Antes delNuevo imperialismo

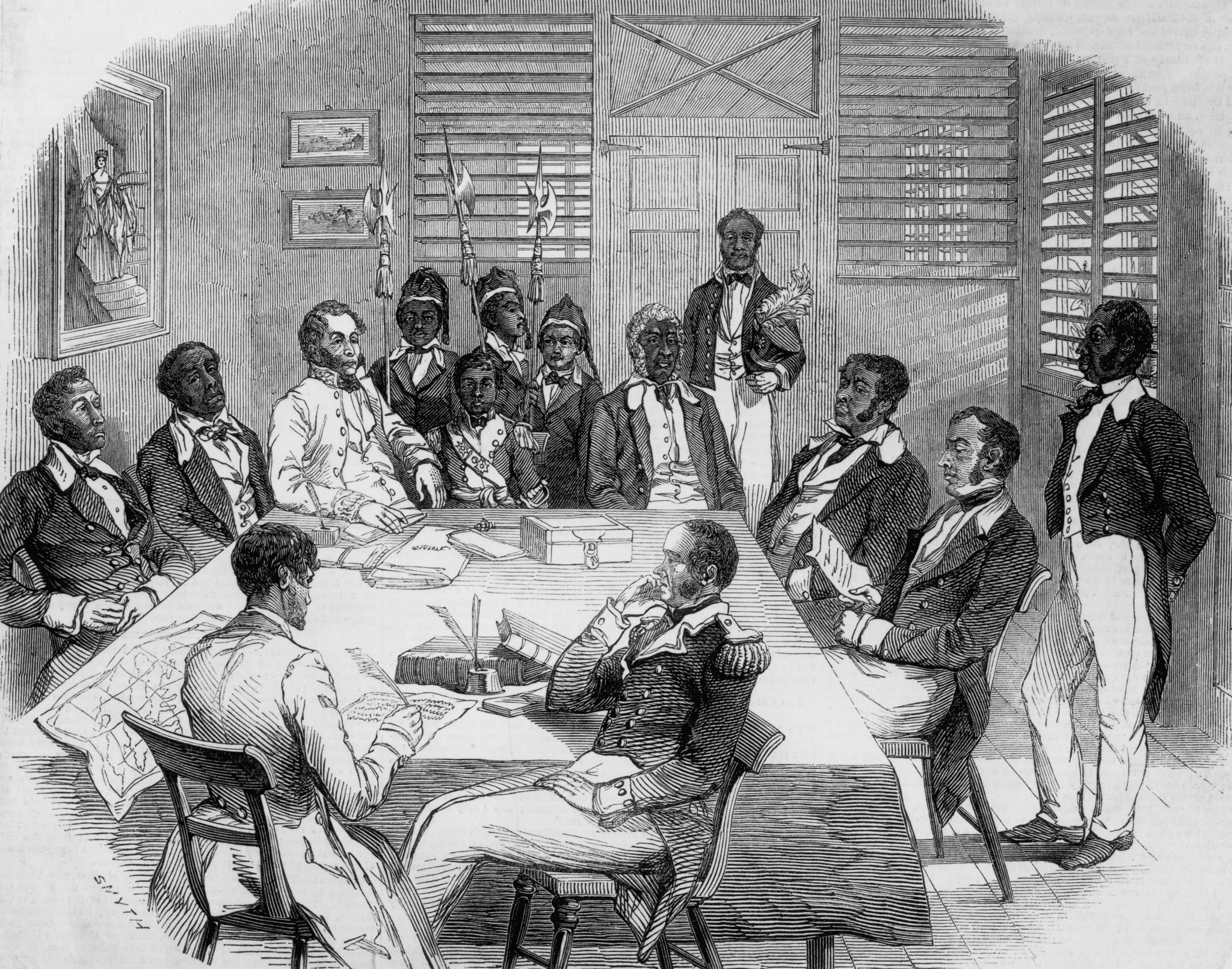
El rey de Mosquitia durante un Consejo. The Illustrated London News (1847)

#### En Centroamérica
En 1655 Carlos II de Inglaterra en 1655 creó el título de rey Misquito para Oldman, descendiente de los caciques Misquito. La sociedad misquita estaba encabezada por un rey, y había otros líderes con los títulos de general, almirante y gobernador. La alianza entre Inglaterra y los reyes Misquito fue establecida formalmente en 1687 dando lugar al protectorado británico o suzeranía denominado Costa de Mosquitos (Mosquito Coast o Mosquito Nation o en inglés), supeditado a la colonia de Jamaica, que corresponde a parte de las costas caribes de Honduras y Nicaragua.
Durante el siglo XIX el imperio británico negoció para mantener la influencia sobre la región con la fórmula de la reconversión del protectorado a reserva tanto con Nicaragua como con Honduras.

#### En Norteamérica
La Corona británica intentó en varias ocasiones que los indios en América del Norte adoptasen el sistema de gobierno europeo. Esto implicaba el desarrollo de una monarquía o imperio indígena, en el que existiera un jefe único como rey, desarrollando una nobleza y sobre todo un parlamento, tal y como lo planteo el Conde de Nottingham en 1711 a la reina Ana de Inglaterra, en contra de las confederaciones tribales que los ingleses menospreciaban por ser muy primitivas. Esta intención de modernizar a los Pueblos nativos de EEUU y Canadá se evidencio más que todo durante la primera mitad del siglo XVIII, por el cual varios jefes indios serían recibidos en la Corte de Inglaterra en calidad de “Príncipes Indios”, “Reyes Indios” y hasta “Emperadores Indios”.

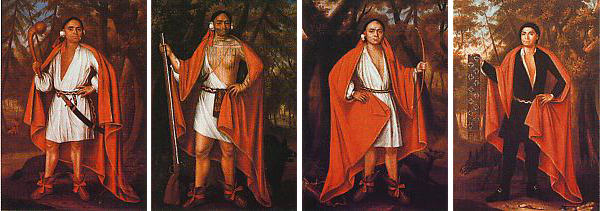
Pintura de los cuatro reyes Mohawk, realizada durante su visita a la reina Ana en 1710.

El objetivo de está política era estrechar y mejorar las relaciones comerciales entre el Imperio Inglés y las Naciones Indias, es decir que no era un proyecto civilizatorio impulsado por principios filosóficos o teológicos (como en las Monarquías Católicas), sino que fue de base mercantil, donde primaban los intereses económicos y sin desarrollar mayores compromisos con las naciones indias y sus derechos (siendo vistos más como socios comerciales que como ciudadanos). Se destacó el proyecto emprendido por Sir Alexander Cumming en la década de 1730 para crear un Imperio Cherokee, donde Amo Adawehi sería su emperador (Uku) por gracia de Jorge III del Reino Unido (quien lo reconoció como tal), pero la mayoría de clanes apaches (aproximadamente 30) no reconocieron la soberanía del Rey Moytoy I, ni tenían la voluntad de ir a Londres, ya que Amo Adawehi tenía responsabilidades similares a las de tesorero y embajador, y únicamente había sido elegido por los cherokees para negociar el comercio con los ingleses, no siendo algún representante militar o jefe político (por tanto, los afines a Cumming le crearon un estatus que no poseía entre la nobleza cherokee). A pesar de lo inviable que era lograr este proyecto, debido a la propia organización tribal de los indios del norte, la Corona Británica entre el reinado de Ana de Estuardo hasta Jorge III sería persistente en sus intentos para acercar a los indios a la sociedad inglesa, deseando que estos llegaran a asimilar la cultura europea. Esto a su vez generó gran malestar entre los colonos de la América británica, quienes (en gran medida por su fe protestante) percibían a los indios como una amenaza pagana, seres inferiores y hasta salvajes desgraciados, buscando mantener un statu quo en el que no lograsen ser naciones integradas al estado (a diferencia de los Reinos de Indias de la Monarquía Hispánica, o la Nueva Francia del Reino de Francia, que si los integro políticamente en vez de tratarles como extranjeros fuera de la ley).

“los ingleses buscaban aliados poderosos entre las naciones predominantes de la región. Su objetivo era crear vínculos diplomáticos con los jefes amerindios, que les pudieran generar beneficios en la colonización y el comercio. Vale la pena señalar que cuando no encontraron a dichos intermediarios de estatus social muy elevado optaron por buscar el apoyo de amerindios afines de bajo estatus. Es posible notar que muchos guías, embajadores e intérpretes amerindios fueron presentados en la corte inglesa como reyes, príncipes o dotados de otros títulos igualmente imaginarios y ajenos a su cultura, pero que les dieron acceso a los organismos gubernamentales, donde se pudieron firmar tratados que otorgaban beneficios comerciales no solo a los amerindios, sino también a los ingleses que posibilitaban dichos encuentros”
Alden Vaughan, 2008

Este proyecto en la búsqueda para desarrollar una aristocracia indígena que fuese afín al Reino de Inglaterra (y así concretar un reino indio vasallo al Reino Unido) fracasó estrepitosamente. Esto fue debido a que, a diferencia de los pueblos indígenas más al sur (donde hubo un Imperio azteca, Imperio Inca o Imperio Wari-Tiahuanaco que lograron desarrollar un sistema imperial entre sus pueblos, y los que conquistaron, antes de la llegada de España), las tribus del norte carecían enormemente de esta forma de organización más centralizada, estamental y jerárquica, puesto que eran semi-nómadas y cambiaban de líderes acordes a las temporada o contextos. Fue así que en la nobleza indígena de los amerindios norteamericanos no se presentaba una aristocracia, un jefe único, o príncipe heredero que pudiese garantizar la continuidad de las políticas y las relaciones que buscaba Inglaterra. Además, los líderes de los indios norteamericanos solían ser líderes de diplomacia y comercio, no jefes de política, por tanto, su interés era solo lograr tratados comerciales para intercambiar ron y armas de los ingleses a cambio de pieles, diamantes y metales preciosos que poseían los indios, no buscando avasallarse al Rey de Inglaterra, o dando promesas vacuas a cambios de que ingleses sean sus aliados contra indios enemigos. Expedicionarios como Ryan Ridge y Thomas Dudley señalaban que la organización de las tribus del norte se parecía al de las “antiguas ligas helénicas”, es decir una proto-democracia que los ingleses no lograron comprender.

### En Oceanía

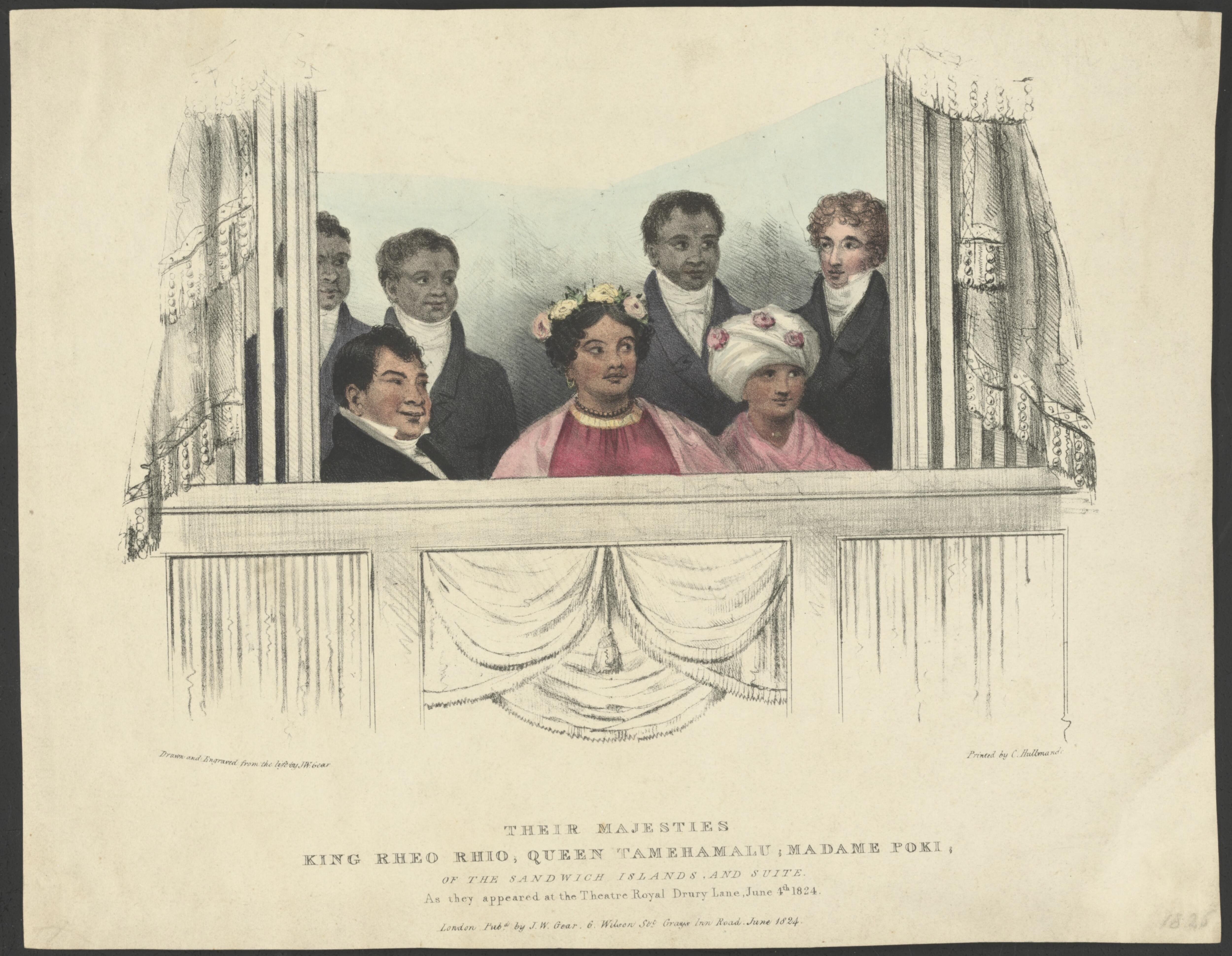
Kamehameha II de la casa Kamehameha del reino de Hawái (actual estado de Hawái, EE. UU.) recibido en la corte de Londres (1824)

Las expediciones navales de George Vancouver de 1792 a 1794 propiciaron el apoyo del Imperio Británico al cacique Kamehameha para el control del archipiélago frente a sus adversarios. La casa Kamehameha fue establecida en 1795, con Kamehameha I, una monarquía absoluta al servicio de los intereses del imperio Británico.Durante el primer tercio del siglo XIX, ante la inestabilidad política causada por la fragmentación de imperio español en América y Oceanía, los Kamehameha se abrieron también a otros acuerdos en detrimento del imperio británico. Entablaron relaciones con el imperio Ruso, apoyaron al corsario francés Hipólito Bouchard al servicio de las Provincias Unidas y permitieron el asentamiento de los misioneros protestantes enviados por los EE. UU. Para el respaldo de los intereses británicos, en 1843 se produjo una intervención militar, oficialmente fuera del respaldo de la metrópoli. A mediados de siglo, el auge del comercio con los EE. UU. dio lugar a una élite económica pro estadounidense por lo que el fallecimiento de Kamehameha V en 1872 certificó el final de la influencia británica .